# Pimpalgaon Najik
Pimpalgaon Najik es una ciudad censal situada en el distrito de Nashik en el estado de Maharashtra (India). Su población es de 5741 habitantes (2011). Se encuentra a 56 km de Nashik.

## Demografía
Según el censo de 2011 la población de Pimpalgaon Najik era de 5741 habitantes, de los cuales 2920 eran hombres y 2821 eran mujeres. Lasalgaon tiene una tasa media de alfabetización del 86,82%, superior a la media estatal del 82,34%: la alfabetización masculina es del 92,73%, y la alfabetización femenina del 80,73%.